# Point, Texas
Point là một thành phố thuộc quận Rains, tiểu bang Texas, Hoa Kỳ. Năm 2010, dân số của xã này là 820 người.

## Dân số
- Dân số năm 2000: 792 người.
- Dân số năm 2010: 820 người.